# Eurycope tumidicarpus
Eurycope tumidicarpus là một loài chân đều trong họ Munnopsidae. Loài này được Schmid, Brenke & Waegele miêu tả khoa học năm 2002.